# Église Saint-Sanctin de Malemort-sur-Corrèze
L'église Saint-Sanctin, ou Saint-Xantin, est une église catholique située à Malemort-sur-Corrèze, en France. Elle est dédiée à Saintin de Meaux.

## Localisation
L'église est située dans le département français de la Corrèze, sur la commune de Malemort-sur-Corrèze, juste en bordure de la Corrèze. Son presbytère lui est attenant.

## Historique
L'édifice est classé au titre des monuments historiques le 4 avril 1905.

## Galerie

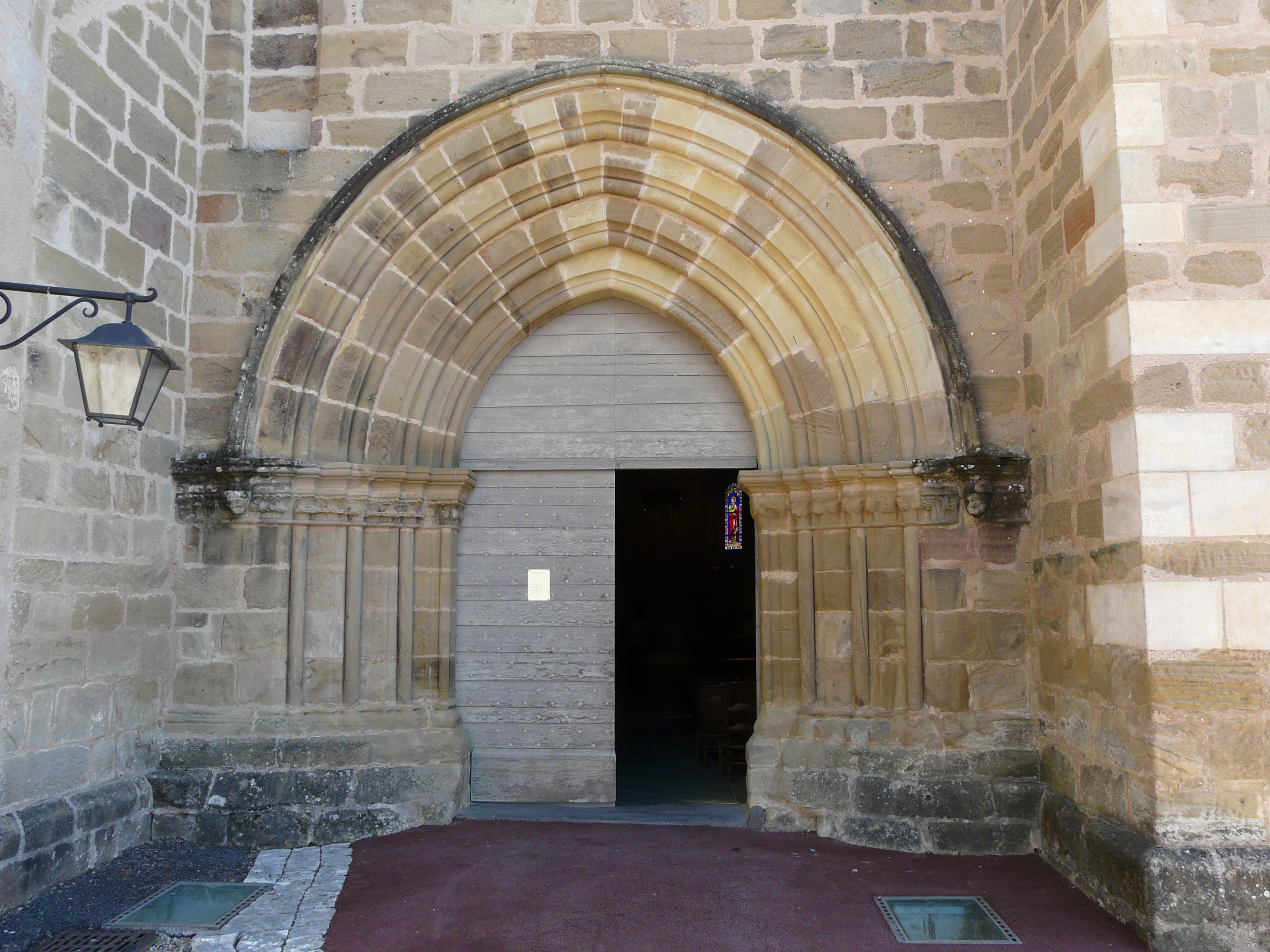
Le portail.
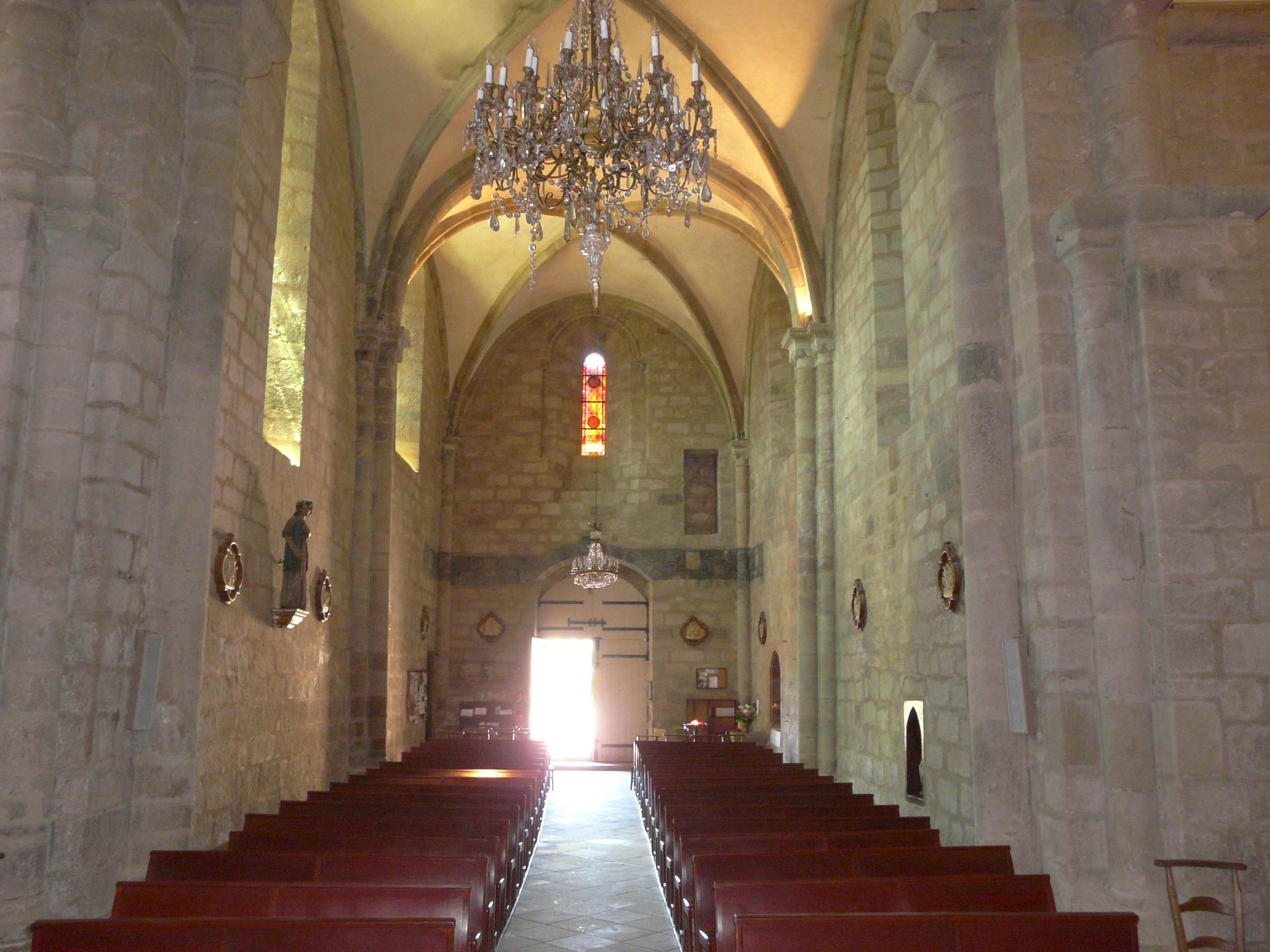
La nef.
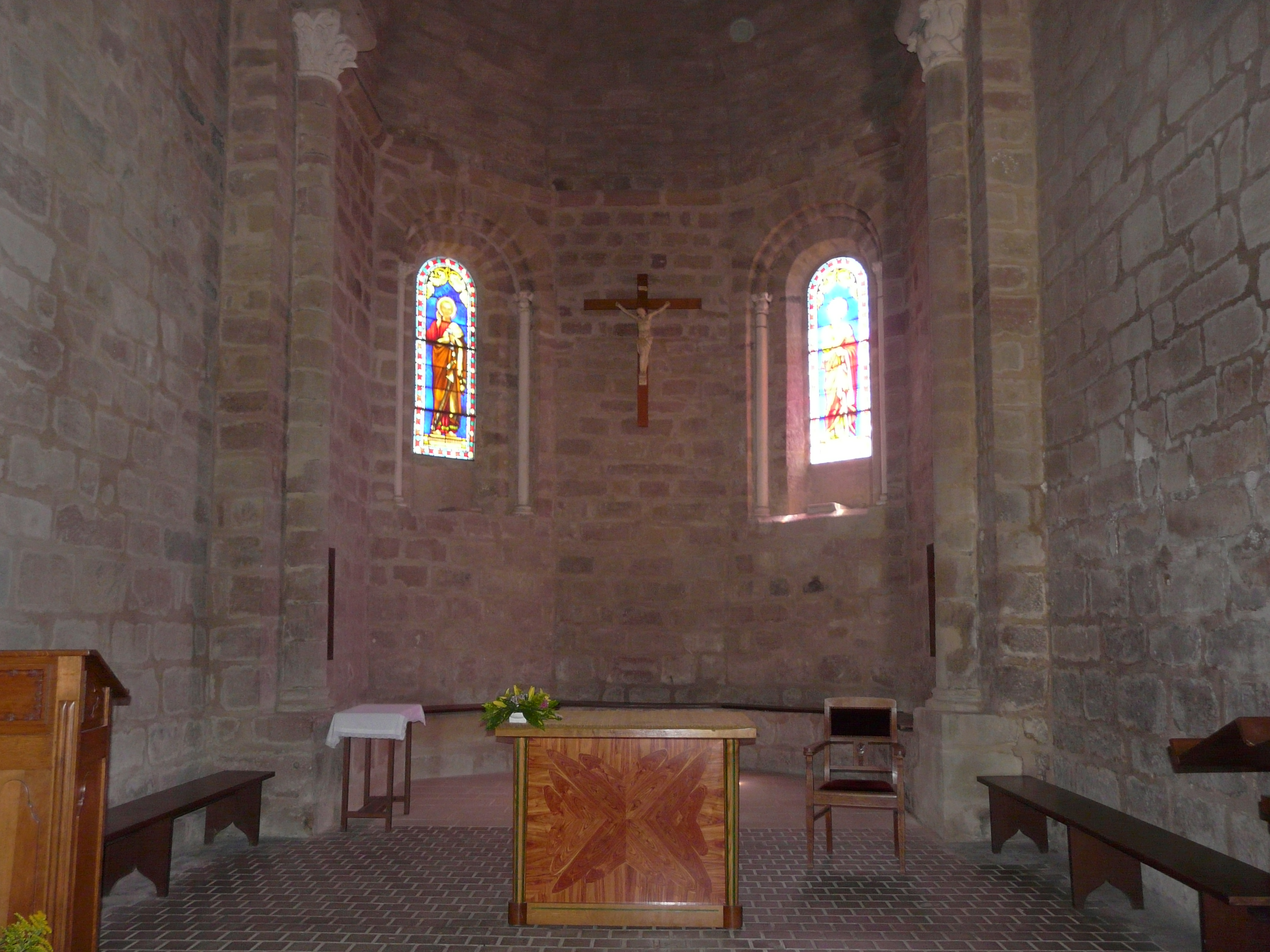
Le chœur.
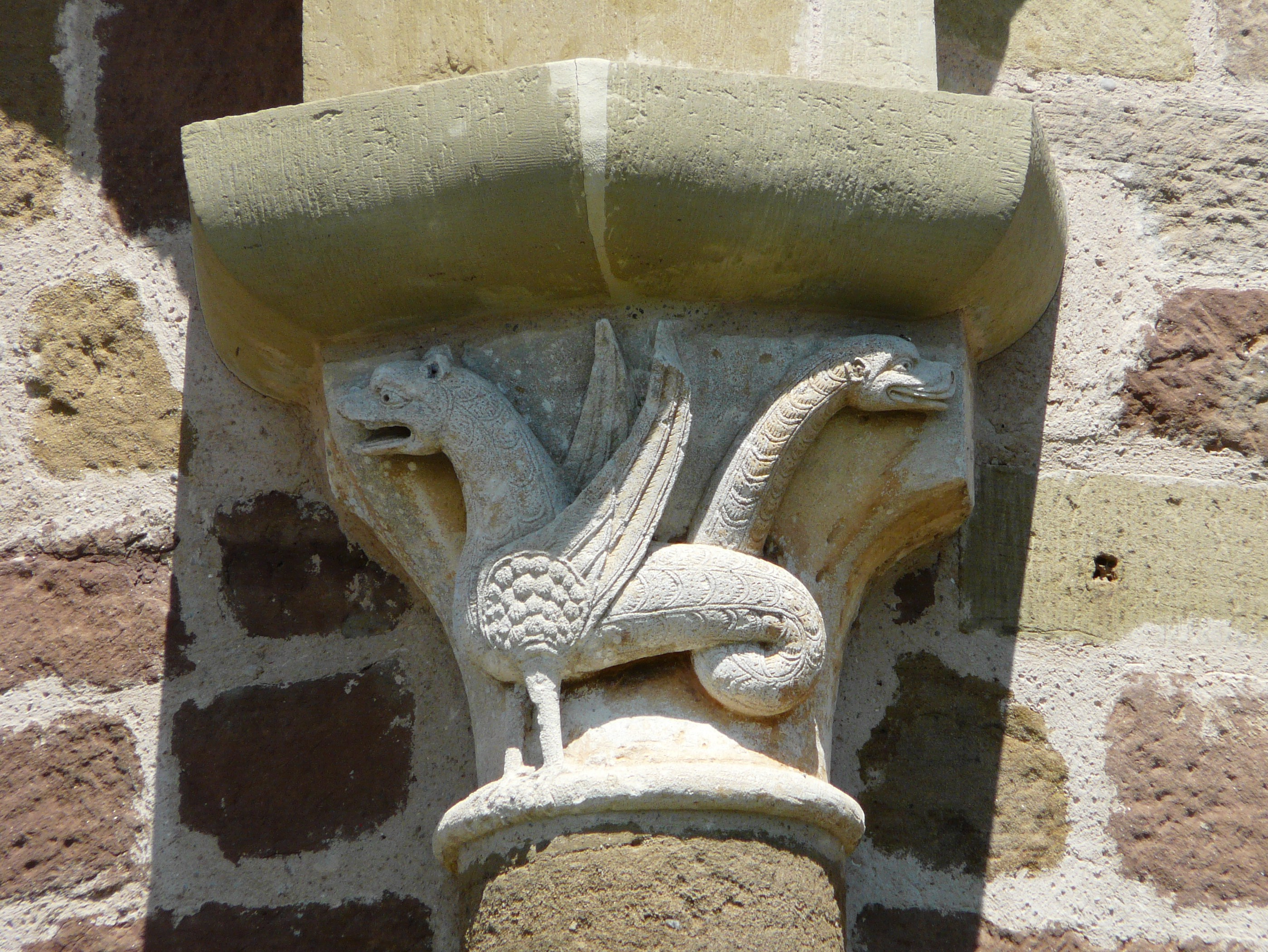
Un chapiteau du chevet.